# Zona di protezione speciale

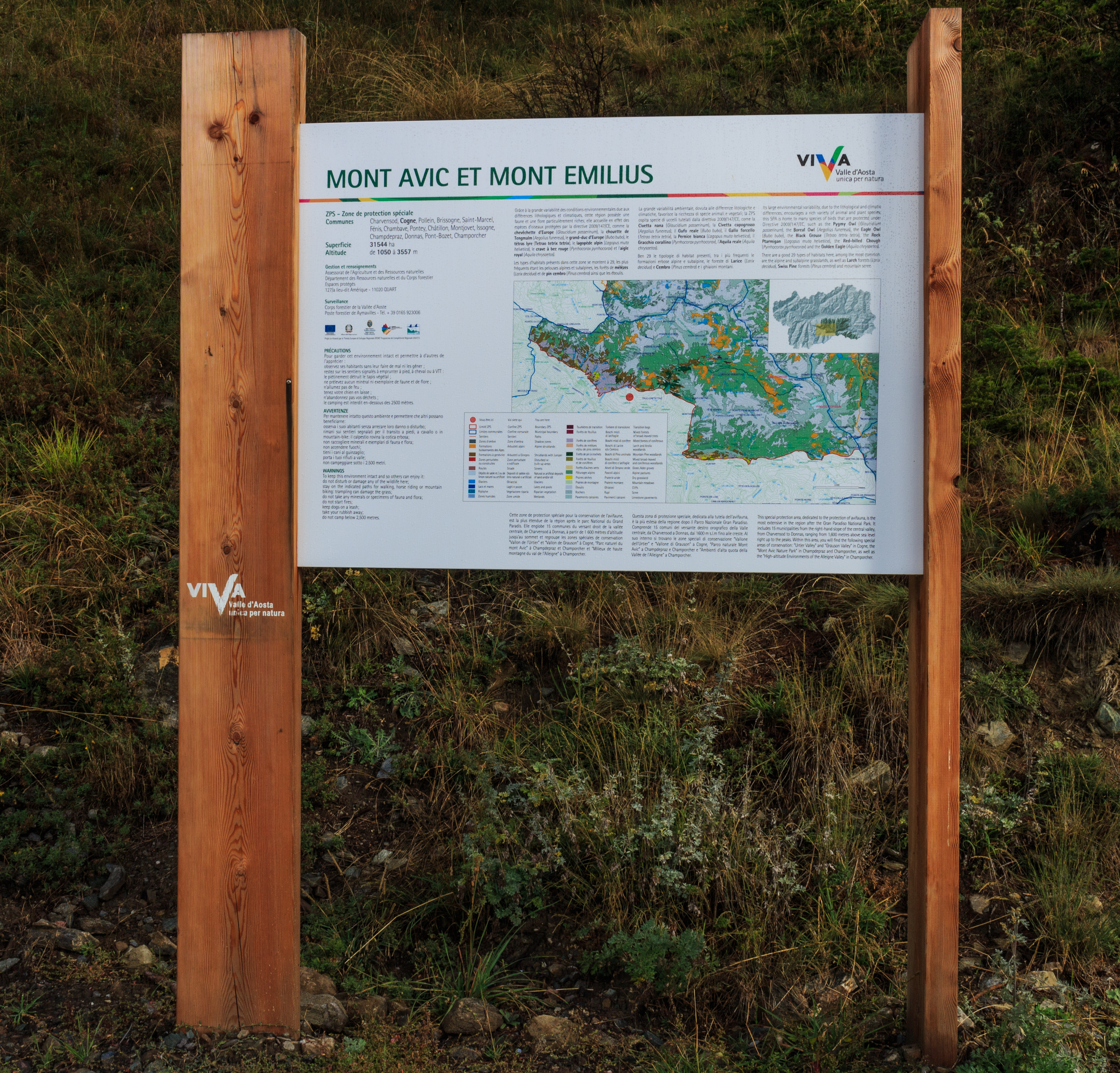
Cartello della ZPS del "Mont Avic e Monte Emilius".

Le zone di protezione speciale (ZPS) sono zone di protezione poste lungo le rotte di migrazione dell'avifauna, finalizzate al mantenimento ed alla sistemazione di idonei habitat per la conservazione e gestione delle popolazioni di uccelli selvatici migratori.
Tali aree sono state individuate dagli stati membri dell'Unione europea (Direttiva 79/409/CEE nota come Direttiva Uccelli) e assieme alle zone speciali di conservazione costituiscono la Rete Natura 2000. Tutti i piani o progetti che possano avere incidenze significative sui siti e che non siano non direttamente connessi e necessari alla loro gestione devono essere assoggettati alla procedura di valutazione di incidenza ambientale.
In Italia a gennaio 2020 risultano censite 626 zone di protezione speciale.